# Дешмукх, Дургабай

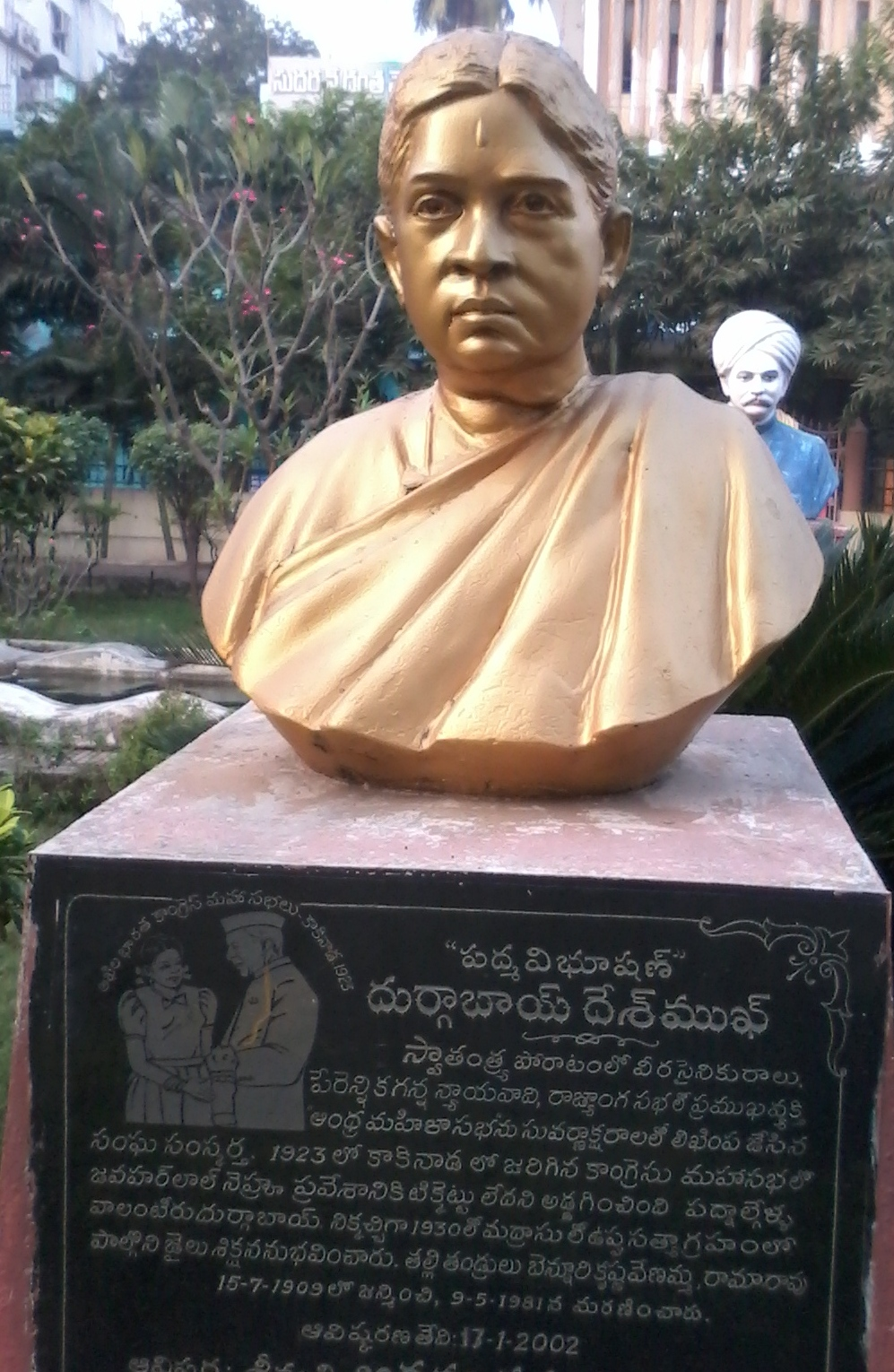
Бюст Дургабай Дешмукх в Раджамундри

Гаммидидала Дургабай Дешмукх, леди Дешмукх (хинди दुर्गाबाई देशमुख; 15 июля 1909, Раджамандри, Британская Индия — 9 мая 1981, Нарасаннапета, Андхра-Прадеш) — индийский политический и социальный деятель, борец за свободу, юристка, адвокат. В Индии известна как «Мать социальной работы».

## Биография
Была выдана замуж в возрасте 8 лет за аристократа, однако отказалась жить с ним, пока не достигнет зрелости, её отец и брат поддержали такое решение.
В 12-летнем возрасте бросила школу в знак протеста против введения обучения на английском языке. Позже основала Balika Hindi Paathshala в Раджамундри для способствования обучению девочек хинди на родном языке.
Была последовательницей Махатмы Ганди в борьбе Индии за свободу от британского владычества. Поддерживала принципы сатьяграха в период британского колониального господства. Была видным социальным реформатором. Сыграла важную роль в организации движения женщин-сатьяграхи, за что подвергалась гонениям: с 1930 по 1933 год власти Британии трижды заключали её в тюрьму. С 1923 года участвовала в работе Индийского национального конгресса.
В 1930-х годах изучала политологию в Университете Андхра. В 1942 году получила степень юриста в Мадрасском университете и начала работать адвокатом в Высоком суде Мадраса.
В 1946—1950 годах — член Учредительного собрания Индии. В 1946 году — член Комитета по правилам процедуры Учредительного собрания Индии, член руководящего комитета Учредительного собрания Индии (с 1947). Входила в Комиссию по планированию Индии.
В 1953 году в возрасте 44 лет снова вышла замуж по собственному желанию, что было необычно для индуистских женщин того времени. На этот раз её мужем стал Чинтаман Двараканат Дешмукх, первый индийский управляющий Резервным банком Индии и министр финансов в Центральном кабинете Индии (1950—1956).

## Награды
- Премия Пола Г. Хоффмана
- Премия Неру за борьбу с неграмотностью
- Премия ЮНЕСКО (за выдающуюся работу в области борьбы с неграмотностью)
- Премия Падма Вибхушан от правительства Индии
- Премия Падма Бхушан
- Премия Дживана и премия Джагадиша